# Manihot mossamedensis
Manihot mossamedensis là một loài thực vật có hoa trong họ Đại kích. Loài này được Taub. mô tả khoa học đầu tiên năm 1896.